# Technology
Technology es el tercer álbum de estudio de la banda británica de rock alternativo Don Broco. Fue lanzado el 2 de febrero de 2018 a través de SharpTone Records.

## Lanzamiento y promoción
El 24 de junio de 2016, la banda firmó oficialmente con SharpTone Records, cofundada por Shawn Keith y el director ejecutivo de Nuclear Blast, Markus Staiger.
Don Broco lanzó el sencillo "Everybody" el 29 de julio de 2016, junto con un videoclip.
Antes del lanzamiento de Technology, Don Broco lanzó cinco sencillos más: "Pretty", "Technology", "Stay Ignorant", "T-Shirt Song" y "Come Out to LA", con sus respectivos videoclips.
Antes del lanzamiento del álbum, la banda realizó una única presentación con entradas agotadas en el Reino Unido, en el Alexandra Palace de Londres, el 11 de noviembre de 2017, su mayor concierto hasta la fecha.

## Lista de canciones
| N.º | Título | Duración |  |
| 1.  | «Technology»                                                                                                | 3:36     |  |
| 2.  | «Stay Ignorant»                                                                                             | 3:15     |  |
| 3.  | «T-Shirt Song»                                                                                              | 4:03     |  |
| 4.  | «Come Out to LA»                                                                                            | 3:29     |  |
| 5.  | «Pretty» | 3:35     |  |
| 6.  | «The Blues»                                                                                                 | 3:15     |  |
| 7.  | «Tightrope»                                                                                                 | 3:33     |  |
| 8.  | «Everybody»                                                                                                 | 3:20     |  |
| 9.  | «Greatness»                                                                                                 | 3:21     |  |
| 10. | «Porkies»                                                                                                   | 4:09     |  |
| 11. | «Got to Be You»                                                                                             | 3:22     |  |
| 12. | «Good Listener»                                                                                             | 2:43     |  |
| 13. | «¥ (Yen)»                                                                                                   | 3:32     |  |
| 14. | «Something to Drink»                                                                                        | 3:58     |  |
| 15. | «Blood in the Water»                                                                                        | 3:32     |  |
| 16. | «Potty Mouth» (termina a las 3:35 y un fragmento en el estudio de "Something To Drink" comienza a las 6:10) | 6:50     |  |

## Personal
Don Broco
- Rob Damiani - voz principal, sintetizadores
- Simon Delaney - guitarra, coros
- Tom Doyle - bajo, coros
- Matt Donnelly - batería, coros, y co-voz principal en "Come Out to L.A."